# Mourad Kaouah
Mourad Kaouah (né le 11 avril 1919 à Aumale et décédé le 7 octobre 1989), est un homme politique et footballeur français d'origine algérienne. Député dans l'Algérie française, il devient ensuite membre du Front national en France dès les années 1980.

## Carrière sportive
Il joue au Football Club Kouba (FCK) en 1937-38 et à l'Olympique d'Hussein-Dey (OHD) puis à l'Association sportive saint-eugénoise (ASSE).

### Parcours footballeur
- Football Club Kouba 1937-1938[2]
- Olympique d'Hussein-Dey
- AS Saint-Eugène

## Carrière politique

### Algérie Française
Il est député d'Alger de 1958 à 1962 ; il  quitte l'Algérie pour la France métropolitaine, et s'installe à Perpignan, dès 1962.

### Français musulman rapatrié
Il devient représentant de la Confédération des Français musulmans rapatriés d'Algérie. A ce titre, en 1975, il assume avoir joué un rôle dans la prise en otage d'un gardien par des harkis armés du camp de Saint-Laurent-des-Arbres, dans le camp voisin de Saint-Maurice l’Ardois, lors d'un mouvement de révolte des harkis contre leur maintien dans des camps et contre l'absence de toute perspective d'ascension sociale pour les habitants des camps.
Il crée avec un Ahmed Djebbour, également ancien député,  le Front national des Français de confession islamique (FNRFCI) . 

### Front national
Aux élections européennes de 1984, il est en quatorzième position sur la liste Front national, puis, aux élections législatives de 1986, candidat dans les Pyrénées-Orientales sur la liste FN-RN conduite par Pierre Sergent ; il n'est pas élu. Il a servi de « caution immigrée » au Front national, selon l'analyse de Guy Birenbaum : sur 81 candidats de la liste FN en 1984, 29 ne sont pas membres de FN, occupent une position non éligible et servent à améliorer l'image du parti d'extrême-droite. De même pour Alain Rollat, la présence de Mourad Kaouah sur la liste FN a pour but de « faire pièce aux accusations de racisme ».
Mourad Kaouah est membre du bureau politique du FN et secrétaire départemental du mouvement pour les Pyrénées-Orientales. Avec Ahmed Djebbour, autre ancien député musulman de l'Algérie française, il est un proche de Jean-Marie Le Pen.
Au moment de sa mort, il appartient au Mouvement travail patrie, une dissidence du FN.

## Affaire du square Mourad-Karouah
En 2022, le maire Rassemblement national Louis Aliot, dans une démarche de réhabilitation de « l'oeuvre coloniale française» en Algérie, inaugure avec le Cercle algérianiste un square Mourad-Kaouah, lors de la commémoration de l'exode des Français d'Algérie en 1962. Réagissant à cette initiative, la gauche et SOS Racisme organisent un festival, revendiqué antiraciste, nommé Nostre Mar (Notre mer Méditerranée) et supervisé par Nicolas Lebourg, historien spécialiste de l'extrême-droite. Le Collectif pour une histoire franco-algérienne non falsifiée, en réponse à l'inauguration du square, organise un hommage à toutes les victimes de la guerre d’Algérie, en faisant appel à l'historien Gilles Manceron. Ce collectif inscrit l'inauguration de square Mourad-Kaouah dans une série d'actions de la mairie qui visent selon lui à instrumentaliser l'histoire, comme l'octroi de 100 000 euros au Cercle algérianiste, ou l’attribution du titre de citoyens d’honneur de la ville à des représentants des familles de trois militaires « condamnés par la justice de la République pour leur implication dans le putsch des généraux pro-Algérie française d’avril 1961 : André Zeller, Hélie Denoix de Saint Marc et Edmond Jouhaud ».

## Distinctions
- Médaille militaire.